# マーヴィン・サップ
マーヴィン・サップ（英:Pastor.Marvin Louis Sapp、1967年1月28日 - ）は、アメリカのゴスペル音楽の歌手、シンガーソングライター。

1996年頃までCommissionedというゴスペル歌手グループに在籍しており、ソロ活動後もゴスペルチャートで上位に入るほど根強い人気を誇る実力者である。

曲の印象はカーク・フランクリンと同様にR&BやHIP・HOPの要素を取り込んでいるが、独特の華やかさと爽やかな曲調が特長である。

また歌手活動以外に、ライトハウス・フル・ライフ・センター教会（L.F.L.C.教会）を創設し、当施設の主任牧師も兼任している。

## 略歴
1967年にアメリカ合衆国ミシガン州のグランドラピッズに生まれる。4歳の頃より教会で歌い始め、10代はアンサンブルとゴスペルグループで音楽活動を行う。

フレッド・ハモンドからゴスペル歌手グループ、Commissionedに招待され、アルバム「Number 7」「Matters of the Heart」「Irreplaceable Love」のレコーディングに参加した。

1996年にCommissionedを去ると同時にソロ活動を開始。アルバム「Marvin Sapp」を発売する。

1999年リリースのアルバム「Grace & Mercy」がU.S.ゴスペルチャートで11位を記録するのをきっかけに徐々に人気が出始める。

2007年にリリースしたアルバム「Thirsty」収録のシングル「NEVER WOULD HAVE MADE IT」が大ヒットとなり、ゴスペル部門でプラチナ賞を獲得。このアルバムはゴールド・ディスクに殿堂入りを果たし、これにより現代ゴスペルアーティストとしての地位を確立する。

2010年リリースのアルバム「HERE I AM」も発売と同時に好評で、U.S.チャートPOP部門では2位、R&B部門・ゴスペル部門ではどちらも1位を獲得。収録された2曲のシングル「He Has His Hand on You」「The Best in Me」はゴスペル部門にて前者が4位、後者が1位を記録した。

同年9月9日に愛妻が大腸がんとその合併症で18ヵ月の闘病期間を経た末に死去。

2012年9枚目となるアルバム「I WIN」をリリース。このアルバム発売について本人は次のように語っている。

《「僕は自分が何を体験してどうやってそこから抜け出したのか、その真実を伝えるためにこの曲を書いたんだ。妻が亡くなってからの過去１５カ月間の思いも寄らない体験がこの曲を作り出した」(Christian Today 2012年2月27日より抜粋)》

## ディスコグラフィー
発売された年月日に関しては日本での販売を行っていないため、アメリカでの発売日となっている。

### ソロアルバム
| 発売年 | アルバム名                                                         | チャート最高位 | チャート最高位 | チャート最高位 | ノミネート |
| 発売年 | アルバム名                                                         | U.S. POP       | U.S. R&B       | U.S. Gospel    | ノミネート |
| ------ | ------------------------------------------------------------------ | -------------- | -------------- | -------------- | ---------- |
| 1996   | Marvin Sapp - 発売日: 3月12日 - レーベル: Sony                     | —              | —              | —              |            |
| 1997   | Grace & Mercy - 発売日: 12月16日 - レーベル: Word                  | —              | —              | 11             |            |
| 1999   | Nothing Else Matters - 発売日: 8月31日 - レーベル: Word            | —              | —              | 6              |            |
| 2002   | I Believe - 発売日: 6月11日 - レーベル: Verity                     | —              | 62             | 4              |            |
| 2003   | Diary of a Psalmist - 発売日: 8月1日 - レーベル: Verity            | —              | —              | 6              |            |
| 2005   | Be Exalted - 発売日: 8月25日 - レーベル: Verity                    | 164            | 41             | 2              |            |
| 2007   | Thirsty - 発売日: 7月3日 - レーベル: Verity                        | 28             | 4              | 1              | - US: Gold |
| 2010   | Here I Am - 発売日: 3月16日 - レーベル: Verity                     | 2              | 1              | 1              |            |
| 2012   | I Win - 発売日: 4月3日 - レーベル: Verity                          | 9              | -              | 1              |            |
| 2015   | You Shall Live - 発売日: 6月2日 - レーベル: RCA Inspiration        | 40             | —              | 1              |            |
| 2017   | Close - 発売日: 9月29日 - レーベル: RCA Inspiration                | -              | —              | -              |            |
| 2020   | Chosen Vessel (Live) - 発売日: 10月9日 - レーベル: RCA Inspiration | -              | —              | -              |            |

### シングル
| 発売年 | シングル名               | チャート最高位 | チャート最高位 | チャート最高位 | ノミネート     | 収録アルバム |
| 発売年 | シングル名               | U.S. Hot 100   | U.S. R&B       | U.S. Gospel    | ノミネート     | 収録アルバム |
| ------ | ------------------------ | -------------- | -------------- | -------------- | -------------- | ------------ |
| 2005   | Changed                  | —              | —              | 38             |                | Be Exalted   |
| 2006   | Perfect Peace            | —              | —              | 15             |                | Be Exalted   |
| 2008   | Never Would Have Made It | 82             | 14             | 1              | - US: Platinum | Thirsty      |
| 2009   | Praise Him in Advance    | —              | 100            | 2              |                | Thirsty      |
| 2010   | The Best in Me           | —              | 14             | 1              |                | Here I Am    |
| 2010   | He Has His Hand on You   | —              | —              | 4              |                | Here I Am    |
| 2011   | My Testimony             | —              | 23             | 1              |                | I Win        |

## 参照
1. ↑  http://www.christiantoday.co.jp/article/4193.html